# Optoelectronică
Optoelectronica este o ramură a electronicii care se ocupă de producerea, măsurarea și folosirea radiației electromagnetice din domeniul optic, precum și de conversia acestei radiații în semnal electric.
Optoelectronica se bazează pe efectele cuantice ale luminii asupra materialelor electronice, în special a semiconductorilor, uneori în prezența câmpurilor electrice.

## Utilizare
- Efect fotoelectric sau fotovoltaic, utilizat în:
  - Fotodiodă (inclusiv celulele solare)
  - Fototranzistori
  - Fotomultiplicatori
  - Optocuplori
  - elemente de circuit optic integrat (IOC)
- Fotoconductivitate, utilizată în:
  - Fotorezistoare
  - Camere tubulare fotoconductive
  - Dispozitiv cu cuplaj de sarcină
- Emisie stimulată, utilizată în:
  - Diode laser de injectare
  - Lasere cuantice în cascadă
- Efectul Lossev, sau recombinarea radiativă, utilizat în:
  - Diode emise de lumină sau LED
  - OLED-uri
- Efect fotoelectric utilizat în:
  - Camere cu efect fotoelectric

Aplicațiile importante ale optoelectronicii includ:
- Optocuplor
- Comunicatii cu fibre optice

## Sursă
DEX on-line